# Hugo Ruiz (cyclisme)
Pour les articles homonymes, voir Hugo Ruiz (cyclisme), Ruiz et Calle.
Ruiz  Calle est un nom espagnol. Le premier nom de famille, en général paternel, est Ruiz ; le second, en général maternel, souvent omis, est Calle.
Hugo Ruiz Calle, né le 23 août 1996 à Chulucanas, est un coureur cycliste péruvien. Il participe à des compétitions sur route et sur piste.

## Biographie
Hugo Ruiz est né au sein d'une famille pauvre de Chulucanas, dans le département de Piura,. Très tôt intéressé par le cyclisme, il se lance dans la compétition vers l'âge de six ans, lorsque son père lui offre son premier vélo. Son petit frère Robinson est lui aussi coureur cycliste. 
En 2015, il se classe deuxième de la course en ligne et du contre-la-montre aux championnats du Pérou espoirs (moins de 23 ans). Il termine par ailleurs troisième du Tour du Pérou, après avoir remporté deux étapes. Sur piste, il devient champion national du kilomètre. 
En 2016, il participe à ses premières courses en France, sous les couleurs du VC Maurs. Actif au niveau amateur, il remporte le Grand Prix de Biars. Il continue ensuite de courir en Métropole avec le Team Inca, une structure qui accueille de jeunes coureurs sud-américains. Avec cette formation, il obtient diverses places d'honneur sur des épreuves de première catégorie en 2018. Il brille également avec la sélection péruvienne en terminant huitième du contre-la-montre et neuvième de la course en ligne aux championnats panaméricains espoirs. 
En octobre 2019, Hugo Ruiz brille une nouvelle fois sur le Tour du Pérou en remportant une étape et en terminant deuxième du classement général. Le mois suivant, il se classe quatrième et cinquième d'étapes sur le Tour du Guatemala. Il revient ensuite en Europe pour la saison 2021 en intégrant le club espagnol Hoomu Seguros. Bon grimpeur, il décroche son meilleur résultat à la fin du mois de mai en finissant neuvième du Tour d'Alicante. 
En 2023, il remporte l'omnium aux Jeux panaméricains. Il s'agit de la première médaille d'or obtenue pour un cycliste péruvien lors d'un tel événement. Durant ces mêmes Jeux, il participe à la course sur route, où il prend la onzième place.

## Palmarès sur route

### Par année
- 2015
  - 1re et 2e étapes du Tour du Pérou
  - 2e du championnat du Pérou du contre-la-montre espoirs
  - 2e du championnat du Pérou sur route espoirs
  - 3e du Tour du Pérou
- 2016
  - 1re étape de Lima-Cerro Azul-Lima
  - Grand Prix de Biars
- 2017
  - Torneo Culebrilla Chincha :
    - Classement général
    - 1re (contre-la-montre) et 2e étapes
- 2018
  - 2e du Circuit des Champions
- 2019
  - 3e étape du Tour du Pérou
  - 2e du Tour du Pérou
- 2024
  - Vuelta del Bicentenario :
    - Classement général
    - 3e étape

  - 1re étape du Tour Riojano
  - Vuelta Cutral Có :
    - Classement général
    - 1re et 3e (contre-la-montre) étapes

### Classements mondiaux
| Année            | 2021 | 2022 |
| ---------------- | ---- | ---- |
| UCI America Tour | 354e | 370e |

## Palmarès sur piste

### Jeux panaméricains
- Santiago 2023
  -  Médaillé d'or de l'omnium

### Championnats panaméricains
- Asuncion 2025
  -  Médaillé d'or de la course aux points.
  - Septième de l'omnium[9].

### Championnats nationaux
- 2015
  -  Champion du Pérou du kilomètre